# Débarquement de la baie des Cochons
Guerre froide
Le débarquement de la baie des Cochons est une tentative d'invasion militaire de Cuba par des exilés cubains soutenus par les États-Unis en avril 1961. Planifiée sous l'administration de Dwight D. Eisenhower et organisée par la CIA, l'opération est lancée au début du mandat de John F. Kennedy.
Elle vise à faire débarquer à Cuba, le 17 avril 1961, environ mille quatre cents exilés cubains recrutés et entraînés aux États-Unis par la CIA. L'objectif est de renverser le nouveau gouvernement cubain établi par Fidel Castro, qui mène une politique économique défavorable aux intérêts américains et se rapproche de l'URSS.
L'opération est un échec complet et les prémices d'une grave et profonde dissension entre la présidence et les services secrets américains,.

## Contexte historique

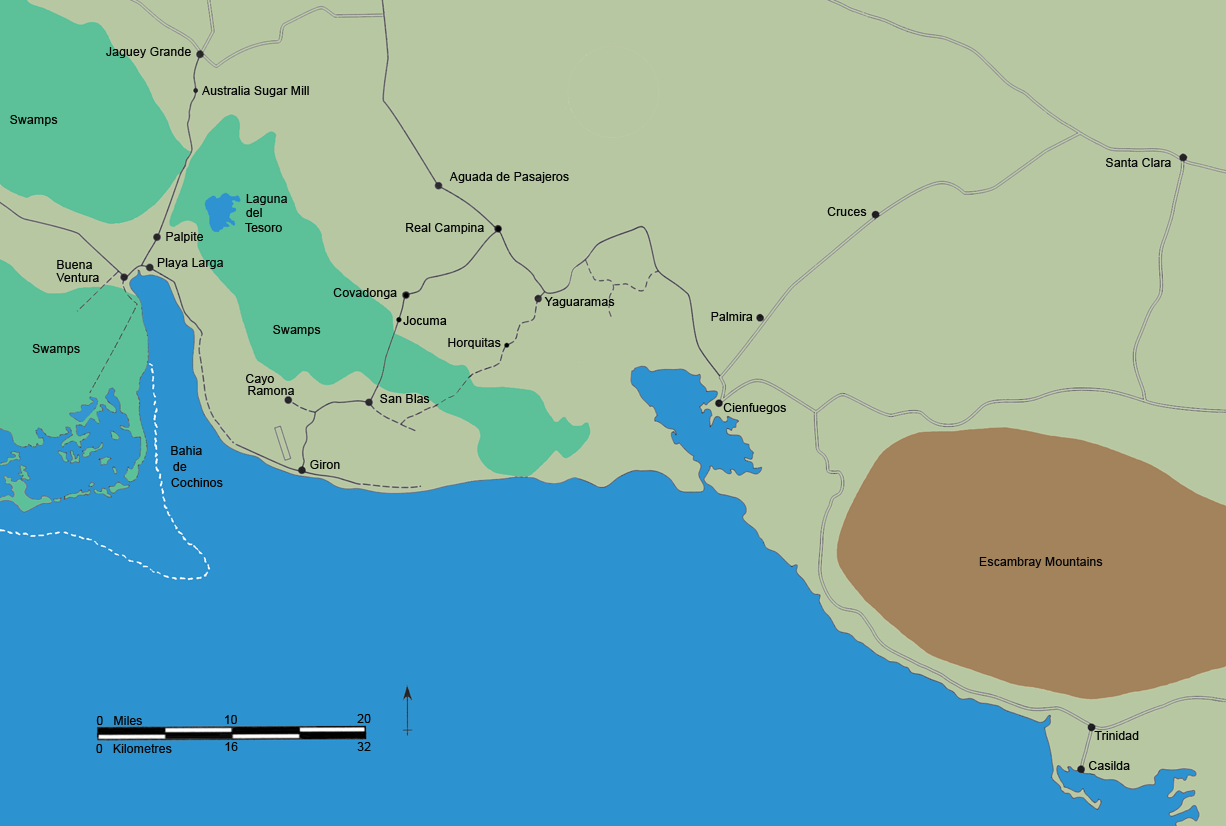
Localisation de la baie des Cochons sur une carte de 1961.

Après leur arrivée au pouvoir en 1959, à la suite du départ du dictateur Fulgencio Batista, le 1er janvier 1959, les révolutionnaires castristes menés par Fidel Castro engagent une politique de révolution agraire, entraînant la nationalisation des terres des grands propriétaires. En mai 1959, la réforme agraire élaborée par Che Guevara est publiée. Elle fixe le minimum de possession de la terre à 27 hectares et plafonne le maximum à 400 hectares. La nationalisation enlève aussi aux grands propriétaires terriens cubains le système des latifundios et minifundios. La main d'œuvre ne leur appartient plus et ils ne bénéficient plus ou très peu des richesses qu'ils tiraient de leurs terres.
Dans un premier temps, l'administration américaine, sous la présidence d'Eisenhower, reconnaît le nouveau régime, considérant la fin du régime de Fulgencio Batista, qu'elle avait soutenu, comme une opportunité constructive tout en continuant à appliquer les règles de la doctrine Monroe en vigueur depuis 1823. Le programme annoncé par Fidel Castro, de démocratie, d'élections libres et de progrès social, semble compatible avec les intérêts des États-Unis, en regard de la corruption du régime précédent et de son impopularité grandissante auprès de la population. Washington pense pouvoir maintenir son influence sur l'île via une aide économique au nouveau régime.
Mais dès avril 1959, à l'issue du voyage officiel à Washington de Fidel Castro, le vice-président Richard Nixon conclut qu'il ne sera pas possible d'entretenir des relations favorables avec le nouveau régime, et qu'il faudra le renverser notamment en armant et en entraînant militairement les exilés anti-castristes.
En effet, la révolution cubaine s'accompagne d'une vague de nationalisation de toutes les entreprises américaines qui intervient le 6 juillet, et d'une réforme agraire menaçant les intérêts des États-Unis, qui étaient considérables : 50 % des terres arables, 90 % des mines, et 100 % des raffineries appartenaient à des compagnies américaines,. Le gouvernement révolutionnaire cubain amorce également un rapprochement diplomatique et commercial avec l'URSS, alors en pleine guerre froide avec les États-Unis, ce qui renforce les inquiétudes stratégiques de ces derniers.
Les États-Unis instaurent des restrictions commerciales en 1960 et finalement un embargo total contre l'île. Tous les échanges commerciaux Cuba/États-Unis prennent fin, notamment les exportations de sucre de canne de Cuba vers les États-Unis. Véritable colonne vertébrale économique, l'exploitation de la canne à sucre représente alors 80 % des exportations de Cuba, ce qui affecte profondément l'économie cubaine.
Le 17 mars 1960, le président Eisenhower signe un décret donnant le feu vert à toutes les tentatives de déstabilisation du régime castriste et d'assassinat de ses leaders. Parmi les premières mesures, est adopté le principe de l'entraînement des exilés anti-castristes dans des camps situés au Guatemala. En août, la CIA contacte la mafia (ou Cosa nostra) américaine à Chicago pour tenter d'élaborer un projet d'assassinats simultanés de Fidel Castro, Raúl Castro et Che Guevara. En échange, si l'opération réussissait et qu'un gouvernement pro-américain était restauré à Cuba, les États-Unis s'engagent à ce que la mafia y récupère « le monopole des jeux, de la prostitution et de la drogue ». Pour l'organisation criminelle, la révolution cubaine avait été la plus grave et coûteuse déroute de son histoire avec une perte chiffrée à 100 millions de dollars annuels soit l'équivalent de 900 millions de dollars en 2013 après la fermeture des casinos, des lieux de prostitution et de trafic de stupéfiants.
Fin juillet 1960, Che Guevara indique que le régime cubain s'est aligné politiquement sur l'URSS. Fidel Castro affirme le « devoir des peuples d'Amérique latine de récupérer leurs richesses nationales » et annonce la nationalisation des intérêts économiques américains à Cuba. L'administration américaine classe dès lors le régime cubain comme ennemi. En janvier 1961, le gouvernement de Dwight Eisenhower rompt toutes relations diplomatiques avec Cuba.

## Les préparatifs de l'opération
En août 1960, le président Eisenhower approuve un budget de treize millions de dollars pour financer une opération paramilitaire contre le régime castriste, mais demande qu'aucun membre de l'armée américaine ne soit impliqué. L'opération, connue sous le nom de code de Pluton, doit apparaître comme un conflit interne cubain.
La première préoccupation dans la préparation de l'opération est de ne pas laisser apparaître les autorités américaines comme le soutien logistique et financier de l'opération. Pour ce faire, une unité est spécialement créée par Allen Dulles, le directeur de la CIA, Richard Bissell, son adjoint responsable des opérations spéciales et le général Charles Cabell. Cette unité de la CIA, la WH-4, ne transite pas par les circuits classiques de l'agence de renseignement. Les agents choisis pour diriger l'opération ont pour la plupart participé au renversement du président du Guatemala Jacobo Arbenz en 1953 (opération PB/Success).
Les membres du département d'État chargé des affaires latino-américaines et cubaines sont maintenus dans l'ignorance. Au Pentagone, les membres du Comité des chefs d'état-major interarmées, sont consultés à titre personnel, mais pas pour l'organisation militaire de l'opération et ne fournissent donc pas d'expertise militaire. Le 20 décembre 1960, l'amiral Robert Dennison, commandant en chef de l'Atlantique, estime qu'aucun des plans dressés jusque-là par la CIA n'est viable.
Lors du recrutement du futur leader du groupe d'invasion, l'agent Franck Bender indique à Manuel Airtime (ancien directeur de l'Institut national de la réforme agraire), la chose suivante : « Rappelez vous bien ceci, Manolo, je ne travaille pas pour le gouvernement américain. Je suis au service d'un groupe extrêmement puissant qui lutte contre le communisme. »
La CIA applique la doctrine de son directeur Allen Dulles suivant laquelle : « On peut échapper à la culpabilité en instaurant une chaîne de commandement assez floue pour ne laisser aucune preuve de son passage. » Pour l'agence de renseignement, l'objectif est d'éviter toute implication et au travers d'elle, celui du gouvernement des États-Unis, conformément aux ordres donnés par la Maison-Blanche.

### D'une guérilla à un débarquement
L'objectif initial de la CIA est le suivant : 

« utiliser les réfugiés volontaires cubains pour ce genre d'activités, en petite bande de guérilleros, opérant sous le contrôle du Comité des réfugiés cubains (CRC), mais avec l'aide de la CIA pour l'équipement, les communications et le transport. En fait, l'idée est d'utiliser contre Castro les mêmes méthodes et le même genre d'utilisation dont il s'est servi contre Batista,. »

Le 4 janvier 1960, la CIA établit le plan définitif de l'invasion :

« La mission initiale sera de conquérir et de défendre une petite zone… il n'y aura pas de tentatives pour sortir du lieu choisi comme base pour des opérations ultérieures jusqu'à ce qu'il y ait soit un soulèvement général contre Castro, soit une intervention militaire ouverte des États-Unis. Nous nous attendons à ce que ces opérations précipitent un soulèvement général à travers Cuba et causent la révolte de larges segments de l'armée cubaine et de la milice… si les affaires ne tournent pas comme prévu au-dessus, le lieu qui servira de base… peut être utilisé comme site pour l'établissement d'un gouvernement provisoire qui pourra être reconnu par les États-Unis… de cette façon, la voie sera pavée pour une intervention militaire des États-Unis destinée à pacifier Cuba, qui débouchera sur le renversement rapide du gouvernement Castro. Nous considérons comme crucial que les forces navales et aériennes cubaines qui pourraient s'opposer au débarquement soient abattues et neutralisées avant que nos équipages amphibies fassent leur arrivée sur la plage. »

Par la suite le projet évolue au sein de la CIA pendant la période de transition entre l'administration Eisenhower et Kennedy. Le 20 décembre 1960, l'amiral Robert Dennison, commandant en chef de l'Atlantique, déclare qu'aucun des plans de la CIA n'est viable. L'objectif devient alors de débarquer une force de 1 400 opposants cubains, recrutés et formés par la CIA, afin qu'ils établissent une tête de pont après un débarquement amphibie avec une neutralisation préalable des moyens de riposte de l'armée cubaine, à savoir l'aviation et la marine par un bombardement aérien. Mesurant ses forces, l'objectif de la troupe contre-révolutionnaire n'est pas de s'emparer de La Havane et de la totalité de l'île mais de conquérir une portion suffisamment importante du territoire pour y établir un « gouvernement provisoire » grâce à la structure politique du Cuban Revolutionary Council installé à Miami avec à sa tête Miró Cardona, aussitôt reconnu par les États-Unis, qui réclamerait (et obtiendrait) une intervention militaire américaine.
Malgré ce changement d'envergure, la CIA, désireuse de conserver la direction exclusive de l'opération, n'inclut pas dans la gestion de l'opération le Pentagone qui disposait pourtant d'une expertise militaire dans la matière.
Le choix des organisateurs pour diriger la brigade se porte sur un ancien officier cubain, Jose Perez San Ronan et son adjoint Erneido Oliva. Les hommes sont préparés dans des camps au Guatemala (situé à 2 000 mètres d'altitude, le camp Trax offre les mêmes conditions climatiques qu'à Cuba) et en Floride, à Fort Gullick dans la région du canal de Panama et sur la base militaire américaine de Vieques à Porto Rico. La brigade est constituée de l'ensemble des couches sociales de la population cubaine en majorité de la classe moyenne, soit opposées au nouveau pouvoir cubain soit des anciens soutiens de Batista. La troupe hétéroclite compte des paysans, des médecins, des mécaniciens, des musiciens, des dessinateurs, des avocats, des géologues, des journalistes, des artistes, des instituteurs, des employés administratifs et de bureau, des bergers, des banquiers, des militaires et des hommes d'église.
Pour tromper l'espionnage cubain sur leurs effectifs, le numéro matricule des volontaires démarre à 2 500. Le dissident cubain Carlos Rodriguez Santana, porteur du numéro 2506, est tué au cours d'un entraînement le 8 septembre 1960. En son honneur, la brigade adopte le numéro 2 506 pour son blason.
Une opération de désinformation est mise en place avec la création le 4 mai 1960, d'une station de radio nommée Swan, dirigée par l'agent de la CIA David Atlee Phillips, et destinée à la population de l'île. Elle diffuse de la propagande anti-communiste. Des tracts sont aussi diffusés par voie aérienne. L'agent de la branche Executive Action de la CIA, Howard E. Hunt, vétéran de l'opération menée au Guatemala, reçoit la mission de former un gouvernement d'exilés pour remplacer Fidel Castro après l'invasion de l'île.
Des opérations de déstabilisation du régime castriste sous la forme de destructions des ressources agricoles (notamment les champs de canne à sucre, principale ressource économique de l'île), industrielles (comme les raffineries de pétrole) et portuaires (avec des destructions de navires) sont menées durant toute la période précédant l'opération de débarquement. 

### Les dernières évolutions dans le plan
L'administration Kennedy, successeur d'Eisenhower, privilégie les considérations politiques par rapport à la tactique militaire, et ne souhaite pas que les États-Unis soient perçus comme l'envahisseur. Face au risque de crise diplomatique notamment avec l'URSS, et en pleine guerre froide, elle demande plusieurs changements censés réduire la visibilité de l'opération : modifier le lieu de débarquement de Trinidad, cité balnéaire de 18 000 habitants vers une autre zone moins peuplée, réduire de seize à huit le nombre d'appareils B-26 engagés dans la première frappe aérienne, et effectuer le débarquement de nuit.
Le 11 mars, Richard Bissel présente quatre nouveaux plans différents. Ils sont refusés par la présidence, qui lui donne trois jours pour proposer un nouveau plan.
En réponse, la CIA présente à l'État-major conjoint trois opérations alternatives les 14 et 15 mars 1961 : une modification du plan Trinidad, un débarquement sur une zone au nord-est de Cuba et un débarquement sur la nouvelle zone de Zapata,.
Dans ce dernier cas, il prenait en compte la proximité de la capitale cubaine de La Havane à moins de soixante kilomètres et la proximité d'une piste d'aéroport mais pas l'absence de zone portuaire équipée pour recevoir des navires et la zone marécageuse inhospitalière et infestée d'une faune sauvage rendant toute manœuvre de repli vers les montagnes de l'Escambray, foyer de guérilla anti-castriste mal soutenue par la CIA, extrêmement difficile. L'État-major valide la troisième option, celle du débarquement à Zapata, tout en indiquant qu'elle ne considère aucun des plans présentés comme réalisable et surtout susceptible d'atteindre l'objectif défini dans le plan d'invasion initial sur Trinidad.
Le 16 mars 1961, ces trois plans alternatifs sont présentés à la Maison-Blanche par Richard Bissell et Allen Dulles et le 4 avril 1961, assurant que cette opération réussirait avec des chances supérieures à celles de l'opération PBSuccess au Guatemala. Après plusieurs vifs débats internes, l'opération Zapata est validée par la présidence.

## Différences de vues entre les opérationnels et les politiques
Dès novembre 1960, au cours de la passation de pouvoirs, le futur président John F. Kennedy est informé des plans destinés à renverser le régime de Fidel Castro par Allen Dulles et Richard Bissell, respectivement directeur et responsable des opérations clandestines de la CIA. Le 19 janvier 1961, Kennedy est reçu par le président sortant, Dwight Eisenhower, et ils abordent la nécessité de changer le régime installé à la Havane. Eisenhower recommande à Kennedy d'agir rapidement contre Cuba. En effet, une livraison d'avions MiG doit intervenir à la suite de la visite en URSS du frère de Fidel Castro, Raúl Castro, ce qui garantira la supériorité aérienne cubaine à partir du printemps 1961.
L'administration Kennedy hérite des divisions au sein même de l'appareil d'État américain. Initialement prévue pour l'automne 1960, l'opération est décommandée une première fois par le président Eisenhower avec l'accord de Kennedy. En effet, si la CIA et le Pentagone sont en faveur d'une intervention armée contre le régime castriste, le département d'État penche davantage pour une solution de pourrissement, indiquant qu'il fallait « laisser assez de corde à Castro pour pouvoir se pendre ». De son côté, la communauté des réfugiés cubains anti-castristes demande une action contre le régime de Fidel Castro.
Durant la campagne présidentielle de 1960, face au candidat républicain Richard Nixon, Kennedy soutient une ligne politique dure contre Cuba. Une fois élu, il hérite d'un plan imaginé et conçu par l'administration Eisenhower et doit composer avec l'ensemble des forces impliquées sur ce sujet au sein du Conseil de sécurité nationale. Le 8 février 1961, le président tente d'amener le département d'État, la CIA et le département de la Défense à une action commune et coordonnée, ce qui s'avère impossible tant les points de vue divergent.
Le président Kennedy est initialement très réservé sur le projet, en raison des menaces de l'URSS sur la partie ouest de Berlin en Allemagne alors divisée en deux. Pour le rassurer, Allen Dulles, le chef de la CIA, insiste sur le fait qu'une fois le débarquement lancé, ce dernier fera naître mécaniquement l'insurrection derrière les lignes cubaines et des défections dans le camp de Castro en se basant sur la certitude, sur la foi des rapports d'analyse, d'un soutien populaire de l'invasion dans la société cubaine.
Le 11 mars, Allen Dulles et Richard Bissell déclarent au président que le Guatemala ne tolérera pas la présence des camps d'entrainement d'anti-castristes au-delà du 30 avril 1961, et que le potentiel d'entrainement de la brigade est à son maximum — malgré une mutinerie incluant 500 exilés cubains dans le camp du Guatemala intervenue fin janvier. Ils ajoutent qu'en cas de dissolution, la présidence prendra le risque de renvoyer dans leurs foyers nombre de cubains déçus devant l'absence de fermeté des États-Unis. Enfin, le chef de la CIA insiste sur le fait qu'en cas de succès, qu'il considère comme certain, le prestige du président nouvellement élu sera renforcé sur le plan international.
À la suite des modifications apportées au plan initial comme demandé, sur la foi des rapports de la CIA et malgré l'avis de Dean Rusk et Chester Bowles, le dossier d'analyses du sénateur J. William Fulbright et les interrogations de Dean Acheson, le président John F. Kennedy, renouvelle l'accord d'aide pour l'invasion des anti-castristes aux dirigeants de la CIA à la condition impérative que les États-Unis n'interviendront en aucun cas militairement,,. Le président se réserve le droit d'annuler l'opération jusqu'à 24 h avant son démarrage si la situation internationale l'exigeait. Et, bien que l'opération soit menée par la CIA, avec la subordination des chefs d'état-major, le président conserve le droit d'intervenir sur l'emploi de la force armée et notamment aérienne.
Le 12 avril 1961, au cours de sa conférence de presse hebdomadaire, le président réaffirme publiquement que les États-Unis n'interviendront en aucun cas en cas d'attaque contre Cuba :

« Je veux dire d'abord qu'il n'y aura sous aucune condition d'intervention à Cuba par les forces armées des États-Unis. Ce gouvernement fera tout son possible, et je pense qu'il est à la hauteur de ses responsabilités, pour s'assurer qu'il n'y a aucun Américain impliqué dans des actions à Cuba. Ensuite, le département de la Justice a accusé M. Masferrer, de Floride, de tramer une invasion de Cuba pour établir un régime du type Batista. Cela devrait montrer les sentiments de ce pays envers ceux qui veulent rétablir ce type d'administration à Cuba. Troisièmement, nous n'entreprendrons aucune action quant aux intérêts économiques détenus par des citoyens américains à Cuba, autres que des négociations formelles et normales avec une Cuba libre et indépendante. »

Le 14 avril, l'opération est confirmée par la présidence.

## Le déroulement de l'opération

### 12 avril: les prémices de l'opération
La troupe d'invasion est regroupée le 12 avril 1961 à Puerto Cabezas, un port sur la côte atlantique du Nicaragua. Elle est embarquée sur cinq cargos simples non munis de protection, sauf anti-aérienne : le Houston, le Barbara J, le Blagar, le Caribe et le Rio Escondido. Les cargos sont opérés par la compagnie Garcia Line, dirigée par un exilé cubain, ce qui permet de camoufler la participation des États-Unis par voie maritime. Ils sont appuyés par deux navires d'escorte. Les barges de débarquement sont des canots de 5 m de long de style hors-bord mais non prévues pour le débarquement de troupes. Lors de l'embarquement, les agents de la CIA assurent aux volontaires cubains, en montrant les appareils B-26 maquillés aux couleurs cubaines et stationnés sur la base, que la maîtrise de l'air sera assurée pour le débarquement.

### 15 avril: démarrage du bombardement aérien et diversion médiatique
Le matin du samedi 15 avril 1961, huit bombardiers américains B-26 peints aux couleurs cubaines (dans l'intention de faire croire qu'il s'agit d'une rébellion cubaine et non d'une attaque américaine), en violation des conventions internationales, décollent du Nicaragua et attaquent les bases aériennes de La Havane et de Santiago de Cuba. Les avions américains bombardent les aéroports et aérodromes du pays, détruisant une grande partie des avions au sol (civils et militaires). Les principaux bombardements touchent Ciudad Libertad, La Havane, San Antonio et Santiago de Cuba. La moitié des appareils de l'aviation militaire cubaine ainsi que des avions civils sont détruits au sol. Sept victimes cubaines sont également dénombrées.
Un des B-26, criblé de balles, demande un atterrissage d'urgence en Floride. Le pilote se présente comme un déserteur de l'armée cubaine, et indique aux journalistes qu'avec d'autres militaires, il a décidé de se rebeller et de prendre la fuite après avoir bombardé plusieurs sites. Cette opération d'intoxication, montée intégralement par la CIA, est défendue par l'ambassadeur des États-Unis, Adlai Stevenson, laissé dans l'ignorance, à l'ONU — où il sera en conséquence ridiculisé. Les journalistes américains découvrent rapidement la fraude, ce qui influence les décisions de l'administration Kennedy par la suite et notamment les autres bombardements prévus,. Adlai Stevenson câble en urgence auprès de Dean Rusk pour l'alerter du risque d'un scandale pour les États-Unis d'un niveau équivalent à celui provoqué par la chute de l'U2 du pilote Francis Gary Powers abattu au-dessus de l'URSS.
Cependant, Castro a caché ses avions hors des bases militaires : groupés par trois, camouflés et défendus par des batteries anti-aériennes, quatorze à quinze appareils sont restés intacts et joueront un rôle décisif 48 heures après. De plus, l'ensemble des forces armées sont placées en état d'alerte. Fidel Castro déclare que « si ces attaques aériennes sont un prélude à une invasion, le pays est prêt à se battre et résistera et détruira les forces qui tentent d'envahir notre pays ».
Le même jour, en réaction au bombardement, Fidel Castro fait déployer les forces militaires sur l'île et les leaders rejoignent leur poste de commandement respectifs : Raúl Castro dans la province d'Oriente (est du pays), Che Guevara à Pinar del Rio (ouest), Juan Almeida Bosque à Santa Clara (centre), Ramiro Valdes au contre-espionnage et Guillermo Garcia au centre tactique de La Havane.

### 16 avril: les premières réactions diplomatiques et premières opérations en mer
Le dimanche 16 avril, lors de l'enterrement des sept victimes des bombardements, Fidel Castro, après avoir comparé le débarquement à l'attaque de Pearl Harbor, lance : « Ce que les impérialistes ne peuvent nous pardonner, c'est d'avoir fait triompher une révolution socialiste juste sous le nez des États-Unis ». Il fait diffuser à la population les ordres suivants : 

« Chaque Cubain doit occuper le poste qui lui revient dans les unités militaires et les centres de travail, sans interrompre ni la production ni la campagne d'alphabétisation. »

L'annonce cubaine d'une invasion est très mal accueillie dans les milieux diplomatiques y compris à Washington. Elle contribue à faire annuler le second raid prévu de B-26 par Dean Rusk, ce qui est confirmé par le président Kennedy,, faisant passer en priorité les exigences politiques par rapport aux opérations militaires sur le terrain.
Entre-temps, arrivée en face de Playa Larga, la brigade anti-castriste prépare son débarquement. À 23 h, cinq hommes-grenouilles dont des agents de la CIA qui ont tenu à accompagner les anti-castristes (malgré les ordres leur interdisant de le faire), débarquent du cargo Blagar pour gagner la plage et guider les premières barges de débarquement.

### 17 avril: débarquement handicapé et résistance cubaine inattendue

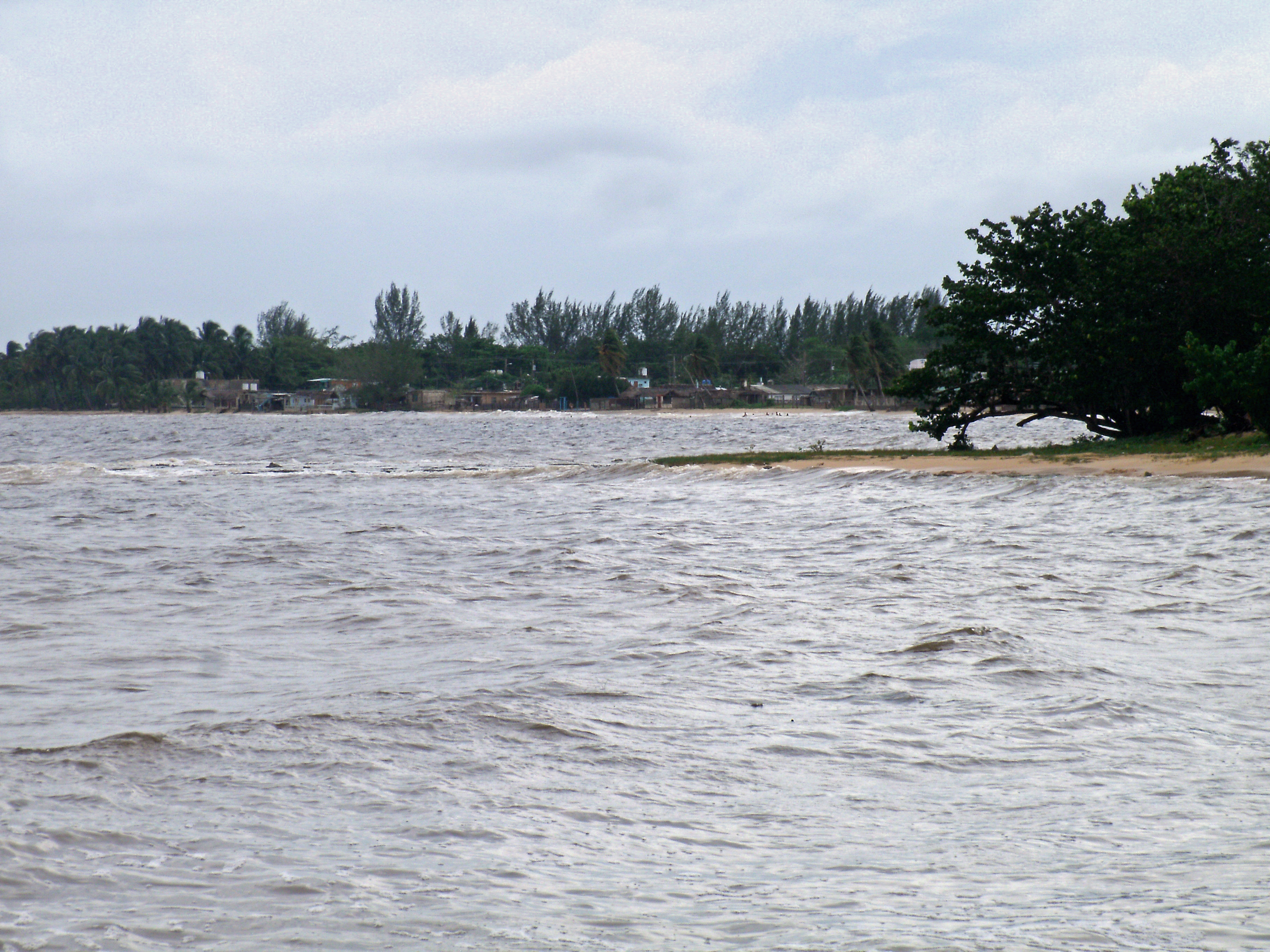
La baie des Cochons près de Playa Larga.

Le lendemain, le 17 avril vers 1 h 15, la brigade 2506 débarque en deux endroits, à Playa Larga et Playa Girón, c'est-à-dire au fond et à l'entrée orientale de la baie des Cochons, à 202 km au sud-est de La Havane et à 25 km l'une de l'autre. Un troisième débarquement, prévu dans l'anse de la Caleta Buena (entre les deux plages), ne peut avoir lieu.
Au large, des cargos et de nombreux autres bâtiments de guerre américains sont destinés à consolider la tête de pont. Débarquant dans une région rurale dont les habitants ont bénéficié des réformes agraires mises en place par le gouvernement de Castro, les exilés cubains ne reçoivent pas le soutien espéré de la part des populations civiles.
Dès le débarquement, les troupes sont repérées par les miliciens, placés en état d'alerte depuis le bombardement du 15 avril. Les miliciens transmettent l'information au commandement militaire cubain. La brigade, grâce à son armement moderne, prend rapidement le dessus sur les miliciens.
Dès que l'alerte est transmise, Fidel Castro, qui se trouve alors à la Havane, donne l'ordre à un premier bataillon de 900 soldats stationnés sur la route de Playa Larga d'intervenir et fait bloquer les trois seules routes d'accès qui traversent les marais. Les forces aériennes cubaines et les miliciens reçoivent l'ordre d'attaquer la force d'invasion dès l'aube. La brigade, qui d'après le plan initial était censée livrer des combats dans les terres et bénéficier de la supériorité aérienne, se retrouve clouée sur la côte. Des dizaines de péniches soumises au feu cubain sont alors coulées, tandis que les cargos reculent pour se mettre hors de portée des tirs.
Bien qu'épaulée par un régiment de parachutistes largué le même jour avec l'objectif de prendre d'assaut et de verrouiller les trois routes qui mènent à la baie des Cochons, la brigade est rapidement arrêtée par des tirs de mortiers des miliciens, tandis que les actions conjuguées de la défense aérienne et de l'aviation cubaine, dont les pilotes ont été formés aux États-Unis, se révèlent particulièrement efficaces pour mitrailler les hommes et bombarder les bateaux de la brigade,. Des membres de la brigade tentent également de se replier vers les montagnes de l'Escambray au travers du marais ceinturant la plage, mais sont rapidement repoussés par l'armée cubaine.
La station de radio Swan participe à la bataille médiatique. Dans le cadre de sa campagne d'intoxication, elle tente de faire croire que l'invasion est en passe de réussir, pour inciter la population et l'armée cubaines à la rébellion. Elle diffuse notamment la fausse information du suicide de Raúl Castro.

### 18 avril: combats sur la côte et escarmouches diplomatiques
Au matin, les deux têtes de la brigade 2506 parviennent à se rejoindre malgré le feu de l'armée cubaine.
À l'ONU, à New York, dès le matin, l'enceinte de l'institution est le théâtre d'un intense combat diplomatique entre les États-Unis et l'URSS. Cette dernière somme les États-Unis de « mettre fin à l'agression contre la République de Cuba » et indique qu'elle se réserve « le droit, au cas où l'intervention contre Cuba ne cesserait pas sur l'heure, de prendre, conjointement avec d'autres États, les mesures nécessaires pour porter assistance à la République de Cuba ».
Des manifestations de soutien, notamment devant les ambassades de Cuba, ont lieu à travers le monde entier.
À 10 h, les États-Unis nient toute implication de leur part dans l'intervention militaire sur le sol cubain et réaffirment leur droit à protéger l'hémisphère de toute agression extérieure.
À 12 h, sur la côte, une des têtes de pont de la brigade cède, et les suivantes sont sur le point de le faire.
À 14 h, Washington autorise un nouveau raid aérien avec des avions maquillés aux couleurs cubaines avec des munitions au napalm et pilotés par des Américains. Au sol, les troupes cubaines sont surprises par les bombardements tandis que les anti-castristes tirent sur les appareils censés les aider.

### 19 avril: reddition de la brigade et implication américaine

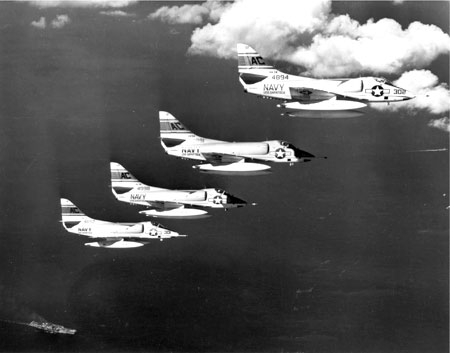
A4D-2 Skyhawks américains déployés au-dessus de l'.

Vers une heure du matin, la présidence américaine, au vu des rapports alarmants, autorise un raid d'une heure, de 6 h 30 à 7 h 30, par des jets non identifiables mais avec l'interdiction d'engager le combat.
Richard Bissell sollicite auprès de la présidence l'intervention des forces armées aériennes de l'US Navy stationnées à proximité. Le président Kennedy refuse et concède seulement que des avions de l'US Navy escortent un nouveau raid des B-26. Du fait d'une mauvaise organisation de l'armée qui avait ignoré la différence des fuseaux horaires entre le Nicaragua et Cuba, cette escorte n'arrive pas à temps. Deux des quatre B-26 de ce raid sont abattus par les forces aériennes cubaines,. La révélation de la nationalité américaine des pilotes décédés — après la défection des pilotes cubains anti-castristes inquiétés par les tirs de la DCA cubaine — contribue à mettre en avant l'implication des États-Unis, à la suite des déclarations de la délégation cubaine au sein de l'enceinte de l'ONU.
La milice et les troupes de Fidel Castro, appuyés par la dizaine d'avions militaires cubains encore en état et par les chars non détruits par les raids précédents des B-26, continuent à accroître la pression sur les troupes de la brigade. L'aviation cubaine ayant coulé le cargo Rio Escondido, porteur de 145 tonnes d'armement et de réserves de carburant,, les combattants anti-castristes se retrouvent à court de munitions, et se rendent à l'armée cubaine le 19 avril après 72 h de combat. À 14 h, sur Playa Larga, tandis que les forces au sol se rendent, le commandant de la Brigade 2506 envoie son dernier message : « Je détruis tout l'équipement et les communications. Je n'ai plus rien pour me battre. Je pars vers les bois. Je ne peux pas vous attendre ».
Quelques dizaines de combattants dont les trois chefs de la brigade sont capturés dans les jours suivants dans les marais après avoir échappé au quadrillage des troupes cubaines pendant plusieurs jours et notamment Manuel Airtime qui tient treize jours. Vingt-deux hommes ayant réussi à s'échapper par la côte dérivent pendant quinze jours, recourant au cannibalisme, avant d'être secourus en mer.
Arrivé sur le site du débarquement, Fidel Castro tire à l'aide d'un SU-100 sur l'un des cargos échoués, le Houston, faisant coup au but lors du second tir. En fin d'après-midi, il communique sur l'invasion :

« Les forces de l'armée rebelle et des milices révolutionnaires nationales ont pris d'assaut les dernières positions occupées par les forces mercenaires sur le territoire national… Playa Giron, qui était le dernier point des mercenaires, est tombée à 5 h 30 de l'après-midi. L'ennemi a subi une défaite dévastatrice. »

Le soir, il passe en revue les prisonniers de la brigade. Un de ses membres, Enrique Ruiz Williams, qui a dissimulé une arme, tente de l'assassiner avant d'être neutralisé par le service de sécurité.
Après la bataille, Che Guevara soutient des discours de moralité auprès de certains des prisonniers : un curé phalangiste qui demande pardon mais qui est bientôt renvoyé en Espagne, un play-boy qui plaide non coupable et ne veut pas être confondu avec les « sbires », un Noir à qui Guevara fait la leçon : « tu es venu te battre dans une invasion financée par un pays où règne la ségrégation raciale, pour permettre aux jeunes gens biens de récupérer leurs clubs privés, tu as moins d'excuses que les autres ».

## Résultats

### Bilan militaire
Cent-quatorze anti-castristes furent tués et 1 189 furent faits prisonniers.
Quatre pilotes civils aux commandes des B-26 abattus par l'aviation cubaine furent également perdus. La CIA n'avait pas informé les responsables politiques qu'à la suite de la défection des pilotes cubains, ces derniers avaient été remplacés par des pilotes civils de nationalité américaine.
Contrairement aux analyses de la CIA, aucune tentative d'insurrection intérieure contre le pouvoir en place ne fut observée.

### Acceptation de la défaite et reconnaissance de l'implication des États-Unis
Les États-Unis furent dénoncés à l'échelle internationale comme une puissance agressive à l'égard de l'île de Cuba. Les tentatives de l'administration Kennedy de dédouaner les États-Unis de toute implication furent vaines. Le président John F. Kennedy accepta l'entière responsabilité de l'opération et de l'humiliation vécue par les États-Unis le 24 avril 1961 durant une conférence de presse. Ce fut la première véritable épreuve de son mandat présidentiel au bout des cent premiers jours. Il déclara à son conseiller Arthur Schlesinger Jr :

« Selon un vieux dicton, la victoire a des pères par centaines et la défaite est orpheline. »

### Libération des prisonniers
Les prisonniers de l'opération furent libérés le 22 décembre 1962 après un accord portant sur une somme globale de 53 millions de dollars, soit 47 000 dollars par prisonnier libéré, incluant de la nourriture, des fournitures agricoles et des médicaments, pour lesquels Robert Kennedy, le procureur général américain, dut notamment faire pression sur les laboratoires pharmaceutiques américains. Les négociations furent menées par l'avocat d'affaires James B. Donovan, ancien agent de l'OSS (l'ancêtre de la CIA), qui était intervenu auparavant dans l'échange du pilote de l'avion espion U-2, Gary Powers, abattu en 1960 au-dessus de l'URSS.
Les membres survivants de la brigade furent reçus par le président Kennedy et son épouse Jacqueline Kennedy, le 29 décembre 1962 aux États-Unis  à l'Orange Bowl de Miami. Au cours d'une cérémonie, le drapeau de la brigade fut remis au président des États-Unis qui, emporté par l'émotion, déclara alors : « Je vous assure que ce drapeau vous sera rendu dans une Havane libre. » Toutefois, en 1976, le drapeau fut redemandé pour promesse non tenue. Il fut renvoyé aux survivants de la brigade 2506 par voie postale.
Quelque 300 vétérans de la brigade intégrèrent par la suite les services secrets américains. Ils furent dépêchés fin 1962 au Congo pour soutenir les troupes de Joseph-Désiré Mobutu, prirent part à l'opération Phoenix au Viêt Nam, à la traque de Che Guevara en Bolivie, à des actions de déstabilisation du gouvernement chilien de Salvador Allende.

## Causes de l'échec
Les causes de l'échec, comme le note l'inspecteur Lyman B. Kirkpatrick, Jr., sont multiples, balayant de haut en bas les différentes instances de l'appareil d'État américain. Certaines causes étant de nature politique (niveau administratif), d'autres tactiques, opérationnelles et informationnelles (niveau des services secrets). L'ensemble de ces facteurs conjugués conduisirent à l'échec retentissant de l'opération Zapata.

### Causes politiques
D'un point de vue institutionnel, la CIA et les présidents successifs, Dwight Eisenhower et John Fitzgerald Kennedy, avaient maintenu le secret le plus absolu et exigé qu'aucun membre des forces militaires ne soit impliqué dans l'opération, et de ce fait aucune coordination entre services, notamment entre le ministère de la défense (le Pentagone) et les services secrets, ne fut possible, ce qui priva du même coup le projet d'une expertise militaire dans le cadre d'un débarquement amphibie,. Or, les militaires américains évaluaient les probabilités de réussite d'une telle opération à seulement 30 %. Cette information ne fut pas transmise au président Kennedy.
Pour John F. Kennedy, outre une volonté acharnée de se débarrasser de Fidel Castro comme il l'avait défendue lors de la campagne présidentielle face au candidat Richard Nixon, véritable initiateur du programme, jointe à un manque d'imagination stratégique relatifs aux moyens déployés, l'amenèrent malgré ses doutes, les nombreuses mises en garde de ses conseillers et ses propres interrogations, à se fier à la CIA et ses affirmations de succès "probable" tout en ignorant ses faiblesses réelles,.

### Causes tactiques
Pour le journaliste français Pierre Kalfon, l'échec du débarquement résulterait de plusieurs raisons notables.

#### Absence de soulèvement populaire
D'une part, aucun soulèvement populaire tel qu'envisagé et pronostiqué par la CIA, ne s'est produit. Pour le journaliste, la CIA se serait laissée intoxiquer par sa propre propagande et aurait refusé de comprendre qu'en 1961, une très large majorité de Cubains soutenait une révolution qui n'avait pas encore adopté un caractère communiste mais se traduisait plus simplement par des réformes démocratiques et un début de redistribution des richesses, en plus d'une campagne d'alphabétisation. La CIA avait estimé au contraire que la population allait acclamer les libérateurs et aider au renversement du régime castriste,,. En outre, à la différence des opérations précédentes — notamment l'opération PB Success au Guatemala —, l'armée cubaine avait été purgée par le régime de Fidel Castro de tous les éléments politiques potentiellement favorables aux États-Unis et qui auraient pu procurer une aide aux forces d'invasion extérieures. La loyauté et la valeur combative des troupes au sol avaient été sous-estimées par les services de renseignements américains.

#### Sous-estimation des capacités de résistance de l'armée cubaine
Dans les bombardements des quelques bases aériennes du pays qui avaient précédé le débarquement, les Américains imaginaient avoir entièrement détruit la petite aviation cubaine qui comptait 36 appareils. Les rapports initiaux de bombardement ayant surestimé très largement les dégâts, ils n'avaient pas intégré à leur stratégie la possibilité d'une intervention aérienne des forces cubaines. En réalité, huit appareils avaient été dissimulés et convertis en avions de combat. Ceux-ci parvinrent à couler deux navires de transport et à abattre deux bombardiers B-26 américains du second raid aérien, ce qui influença fortement l'évolution de la bataille.
En outre, la CIA ne possédait aucune information fiable sur l'armée cubaine qui comptait 60 000 membres réguliers sans compter les forces de la milice.

#### Un environnement géographique insuffisamment étudié
Le débarquement était initialement prévu à Trinidad, cité balnéaire, facile d'accès, à proximité des groupes anti-castristes des montagnes de l'Escambray. Le lieu a été modifié pour les plages de la baie des Cochons, situées plus à l'ouest. Or, cette baie, moins bien connue, cumule beaucoup d'obstacles naturels, tel les récifs coralliens sur lesquels coulèrent plusieurs chaloupes de débarquement et que les analystes de la CIA n'avaient pas détectés, des zones marécageuses naturelles à la flore impénétrable et une faune composée de crocodiles, de dangereux porcs sauvages, de serpents venimeux, de tarentules, de scorpions et d'escadrons de moustiques, de guêpes empêchant tout repli stratégique pour continuer le combat sur le mode de la guérilla et d'eaux infestées par des requins.
Les cartes en possession de la CIA dataient de 1895 et n'avaient pas été mises à jour. À ces conditions extrêmes s'ajoutaient des handicaps tactiques comme l'absence de relief géographique protecteur permettant une approche dissimulée et donc un effet de surprise .
Bien qu'effectué de nuit, le débarquement des exilés cubains ne bénéficia pas des opérations de diversion prévues par la CIA, pas ou mal réalisées, et qui auraient permeis d'éviter une concentration des moyens de riposte cubains sur la zone de la baie des Cochons. En outre, le bombardement aérien 24 heures plus tôt avait placé les forces cubaines en état d'alerte.
Le changement du lieu du débarquement, qui fit l'objet de vives critiques aux États-Unis, a été relativisé en 2001 lors d'un colloque international faisant intervenir des acteurs directs de cette opération dont deux des conseillers spéciaux du président Kennedy, Richard Goodwin et Arthur Schlesinger Jr, deux anciens officiers de la CIA, ainsi que cinq vétérans de la brigade 2506 anti-castriste, le commandant des forces cubaines de l'époque le général José Ramon Fernandez et Fidel Castro lui-même. Il fut indiqué que les forces cubaines avaient préventivement renforcé Trinidad contre toute invasion par l'extérieur et par voie maritime mais au contraire n'avaient pas anticipé un débarquement sur la plage de la baie des Cochons.
Fidel Castro déclara :

### Causes informationnelles

#### Une collecte déficiente des informations liée à une évaluation des données incorrecte
La CIA a commis plusieurs graves erreurs d'évaluation notamment celle des capacités militaires réelles de la brigade anti-castriste et de l'armée cubaine, clairement sous-estimée, des conditions géographiques du lieu du débarquement, de l'absence de soulèvement populaire, condition indispensable pour la réussite de l'opération. La centrale de renseignement n'avait pas tenu compte d'une étude qui indiquait que le régime cubain bénéficiait alors d'un vaste soutien de la population cubaine. Leurs homologues des services secrets britanniques avaient également pronostiqué que la brigade des exilés cubains ne devait s'attendre à aucun soutien ni volonté de changement de la part de la population cubaine en place.
Des défaillances d'organisation et de coordination furent également constatées en interne. La mission avait été confiée à un service d'action extérieur aux procédures de contrôle habituels de l'agence et composé d'agents de troisième ordre afin de maintenir la dissociation maximale par rapport aux États-Unis. Ce faisant, la CIA se priva de toute réflexion, d'évaluation constructive et esprit critique interne dans la conception et la mise au point de l'opération, ses concepteurs ne bénéficiant pas du recul nécessaire pour y apporter les corrections requises.
L'opération a démontré la nécessité impérative de devoir maintenir une séparation nette et précise entre les évaluateurs chargés d'analyser la qualité des renseignements collectés et les organisateurs chargés de la conception des opérations basées sur ces derniers.
Plus profondément et gravement, cet échec a marqué également globalement l'échec de la mission première de la CIA à savoir : la collecte et l'évaluation de renseignements fiables pour aider la présidence dans la mise au point de sa politique étrangère qui avait dévié en se concentrant sur la mise au point d'actions clandestines pour influencer et renverser les régimes extérieurs.
À ce sujet, le prédécesseur de John F. Kennedy, le président Dwight D. Eisenhower, avait conclu en janvier 1961, après huit ans de mandat présidentiel et avant la passation de pouvoirs, que : « La structure de notre organisation de renseignement est défectueuse. Depuis 8 ans, je suis toujours vaincu dans ce combat », concluant que, face à une situation qui n'avait pas changé depuis l'attaque de Pearl Harbor, qu'il laisserait « des cendres en héritage » à son successeur.

#### Une CIA autonome par rapport au pouvoir politique
La CIA a agi de manière très autonome par rapport au pouvoir politique en place à la Maison-Blanche en menant l'opération à son terme et en mettant la pression sur la présidence et ce, malgré les fortes probabilités d'échec,,. En 1996, Richard Bissell, le planificateur en chef de l'opération au sein de la CIA, reconnut que même avec un second raid aérien, les objectifs initiaux de création et consolidation par la brigade 2506 d'une tête de pont n'auraient pas pu être atteints.
Le chercheur Howard Jones a analysé dans son ouvrage de 2010 que la CIA savait que, « sans une insurrection de masse, la force d'invasion aurait besoin d'au moins cinq mille hommes pour occuper un secteur du pays ». Cette information ne fut pas transmise au président Kennedy.
Le 18 novembre 1960, Jack Easterline, le responsable de l'antenne de la CIA au Venezuela, avait averti Richard Bissel :
Easterline avait également alerté à plusieurs reprises sur l'impérative nécessité de neutraliser l'intégralité de l'aviation cubaine.
Allen Dulles, à la différence du complet succès probable qu'il pronostiquait au président John F. Kennedy, avait précédemment informé le précédent président des États-Unis, Dwight D. Eisenhower, que l'opération de débarquement avait une chance sur cinq de réussir et nulle sans soutien aérien.
Les responsables de la CIA, Richard Bissel et Allen Dulles, n'informèrent pas les responsables politiques de la faible probabilité de réussite puis de l'échec quasi certain de l'invasion dès qu'ils eurent connaissance de l'annulation du second raid aérien de B-26 et ce, dans l'espoir secret de leur forcer la main en maintenant l'opération, et ainsi pouvoir faire intervenir la force armée. Dans ses mémoires, Dulles a indiqué qu'il pensait qu'une fois le feu vert présidentiel obtenu et l'invasion lancée, toutes les mesures nécessaires, y compris militaires, auraient été prises par la Maison-Blanche pour en assurer le succès,. Ce ne fut pas le cas, ce que la CIA fut incapable de concevoir.
En 1998, le dernier volume des cinq consacrés à l'opération de la baie des Cochons compilés par l'historien officiel de l'agence, Jack B. Pfeiffer, de 1974 à 1984, rendu public, a révélé que la CIA n'envisageait aucune victoire possible sans l'intervention de la force armée américaine,.
Les dirigeants de la CIA avaient donc volontairement soumis au président John F. Kennedy un plan dont les conditions de réussite contredisaient ses propres règles interdisant tout engagement des forces militaires américaines dans l'invasion de Cuba.

#### Un pouvoir politique sans capacité d'évaluation
Le président Kennedy se rendit compte qu'il avait mal évalué le dossier présenté par la CIA en n'analysant pas les forces en présence comme lui avait fait remarquer au cours d'une réunion de préparation son conseiller Dean Acheson. Ce dernier lui avait posé la question du rapport des forces en présence, soit 1 500 hommes pour la brigade anti-castriste contre 200 000 hommes de l'armée régulière cubaine. Le président se rendit compte du choix incorrectement analysé du lieu de débarquement et, avec le recul, de la nécessité de confier une telle opération aux militaires et non aux agents de la CIA qui avaient cherché à faire intervenir l'armée régulière. Enfin, à la question de savoir si l'effet de surprise du débarquement ne serait pas éventé par le bombardement aérien qui eut lieu 24 heures plus tôt, la CIA n'avait également pas apporté de réponse concrète.
À son conseiller Ted Sorensen, il déclara : « Comment ai-je pu être assez stupide pour les laisser faire ? »

#### Une préparation insuffisamment camouflée
La CIA n'avait pas pris les mesures nécessaires pour maintenir la confidentialité du projet en entraînant les exilés cubains dans des camps militaires non strictement interdits d'accès au public. L'existence du camp d'entrainement au Guatemala fuita dans la presse du Guatemala puis des États-Unis en novembre 1960, notamment dans le New York Times. La communauté cubaine anti-castriste aux États-Unis, évaluée à 200 000 personnes, était infiltrée par les espions cubains, y compris au sein même de la brigade. Les Soviétiques et les castristes avaient ainsi été informés des détails du plan américain. Plus tôt dans le mois d'avril 1961, l'ambassade de l'URSS à Mexico avait informé Moscou de l'imminence d'un débarquement pour le 17 avril.

#### Un régime cubain préventivement sur ses gardes
Alors que la CIA avait parié sur un effondrement du régime cubain et un soulèvement populaire, il n'existait pas d'opposition véritable sur laquelle le projet d'invasion pouvait s'adosser,,. Les rares maquis d'opposition dans les régions reculées des montagnes cubaines, étaient, au mieux, soit isolés, soit harcelés par les forces cubaines, en plus d'être mal ravitaillés par la CIA notamment par le biais de largages aériens (sur un total de 30 opérations de largage d'armes et munitions, seules 3 réussirent). Ils se soldèrent pour la plupart par un affaissement rapide de leur capacité de nuisance et de leur capacité à soutenir un gouvernement cubain anti-castriste à partir de l'opération de débarquement. En mars 1961, un déploiement de 60 000 miliciens et soldats cubains sur la zone du massif montagneux de l'Escambray avait conduit à la neutralisation de 421 guérilleros opposants au nouveau régime dont 39 avaient été tués et 381 fait prisonniers.
Comme le rappelle l'historienne française Jeannine Verdès-Leroux dans La Lune et le Caudillo, Castro avait fait procéder à d'énormes détentions préventives, totalement illégales, dont le nombre estimé par Herbert L. Matthews et d'autres auteurs est compris entre 100 000 et 200 000 personnes simplement suspectées d'être des opposants, sur tout le territoire,. Ces rafles massives sont confirmées par Carlos Franqui. Cela eut pour conséquence d'affaiblir davantage la résistance interne sur laquelle l'invasion comptait pour consolider sa tête de pont envisagée par la CIA dans son plan initial.
En 1975, Raúl Castro déclarera :
Tous ces facteurs conjugués concoururent à l'échec de l'opération Zapata dont les conséquences furent profondes.

## Conséquences du débarquement

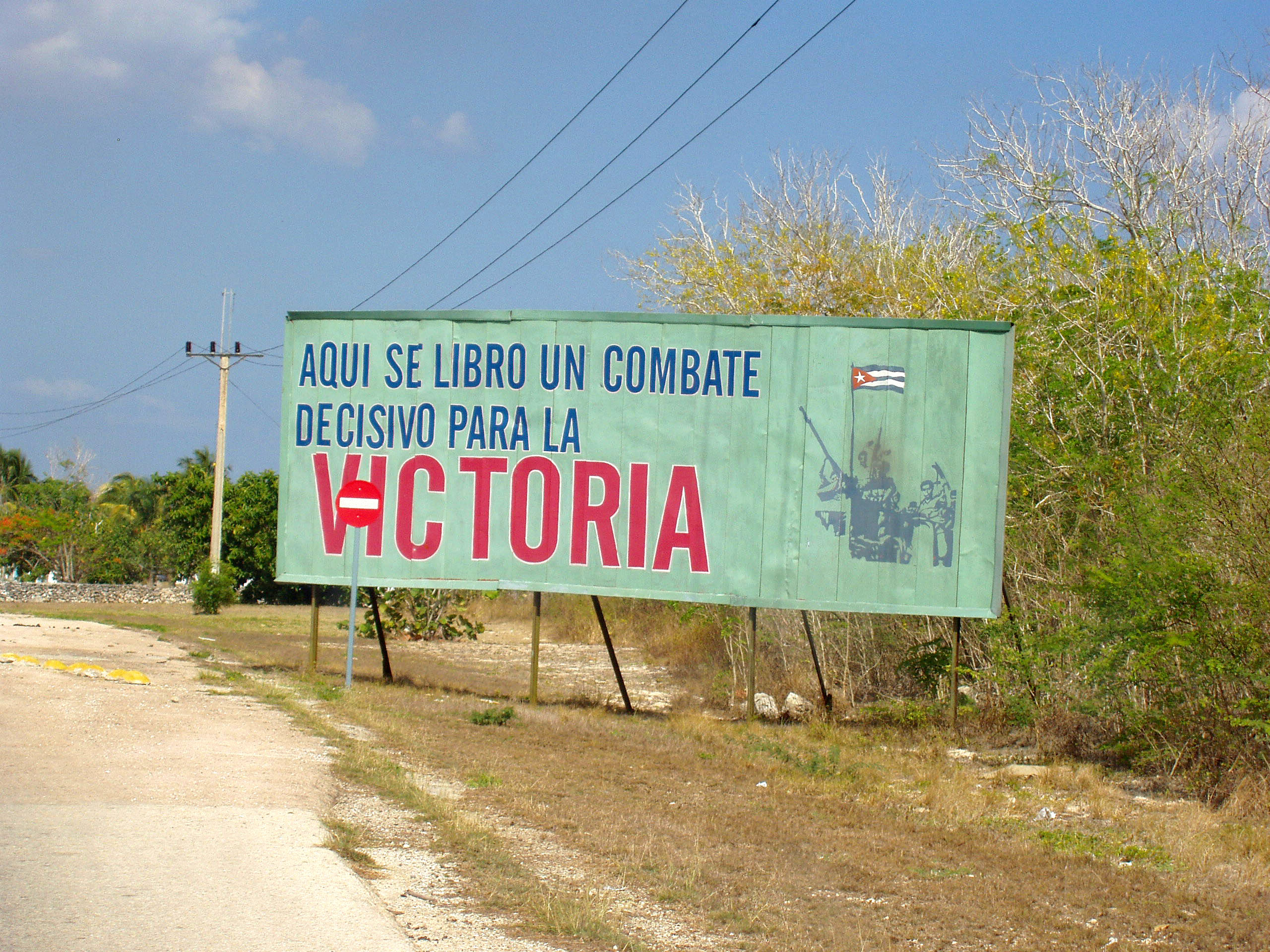
Panneau commémoratif à Playa Girón.

### Sur le plan international

#### Une humiliation américaine
Pour Karine Prémont, professeure de politique appliquée à l'université canadienne de Sherbrooke, l'échec de l'opération se traduisit par une victoire morale pour Fidel Castro. Sur le plan mondial, le régime castriste apparut comme un David cubain qui a su résister au Goliath américain, et il reçut le soutien de l'ensemble de l'Amérique latine. De même, cet événement a renforcé la cohésion sociale du peuple cubain derrière le Lider maximo et solidifié la légitimité du régime castriste pour les décennies suivantes,.
Pour les États-Unis, l'humiliation de la baie des Cochons fut vécue et perçue comme la première défaite politique, diplomatique et militaire depuis la Seconde Guerre mondiale et fut qualifiée dans les archives de « perfect failure » (un « échec parfait »).

#### Le régime cubain dans la sphère d'attraction de l'URSS
D'un point de vue géopolitique, l'opération Zapata, a poussé le gouvernement cubain à s'allier ouvertement à l'URSS, sous le nom d'« opération Anadyr » qui débouchera sur la crise des missiles cubains en 1962. Comme le notait Philip W. Bonsal, ambassadeur des États-Unis à La Havane dans les premiers jours du régime castriste, « l'URSS s'est portée au secours de Castro uniquement après que les États-Unis eurent pris des mesures destinées à le renverser ».
Après cette première tentative d'invasion, Castro redoutait une intervention militaire directe des États-Unis. D'ailleurs, moins de deux semaines après l'échec de l'opération, le président américain a donné son accord pour un projet d'invasion de 60 000 soldats de l'armée américaine dont les chefs étaient, tout comme la CIA, favorables à une invasion de l'île.
Pour l'URSS, le ralliement de Castro constitua la première victoire tactique sur une zone géographique sous influence directe des États-Unis face à une administration Kennedy hésitante et inexpérimentée sur le domaine de la politique internationale. Aux yeux des dirigeants du Kremlin, Cuba représentait une pièce de choix sur l'échiquier géopolitique de la guerre froide qui l'opposait à Washington.

### Aux États-Unis: intensification de la guerre secrète contre Cuba et recherche des responsabilités de l'échec

#### Intensification de la guerre secrète
Pour contrer et résoudre le problème cubain présent à leurs frontières et l'enjeu géo-stratégique que représentait l'île, les États-Unis mirent en pratique l'opération Mongoose ou Cuban Project et ce, sous la direction de Robert Kennedy. Elle visait à saboter l'économie cubaine (destructions des récoltes, minages des ports, attentats contre des usines, etc.) pour exacerber les tensions à Cuba et générer un soulèvement populaire contre son gouvernement. Pour ce faire, la CIA établit dans la Naval Air Station Richmond (en) un plus grand centre d'opérations clandestines hors de son quartier-général à Langley, le JMWAVE (en), situé sur le campus de l'université de Miami et sous la couverture d'une entreprise d'électronique Zénith Technicological Services. Dirigée par le général Edward Landsale, un spécialiste de la guerre secrète ayant œuvré dans les Philippines depuis la seconde Guerre Mondiale, cette opération comporta en 1962 jusqu'à 600 agents de la CIA et 3000 agents contractuels américains et cubains pouvant s'appuyer sur la communauté cubaine anti-castriste réfugiée aux Etats-Unis.
Les projets d'attentats contre Fidel Castro alliant la CIA et la mafia (notamment au travers des parrains tel que Sam Giancana, Carlos Marcello et Santos Trafficante), qui avait également d'énormes intérêts financiers liés au jeu, au trafic de drogues et à la prostitution dans l'île avant l'avènement de la révolution cubaine, furent accélérés notamment avec l'opération Mongoose qui fut approuvée le 30 novembre 1961 par la présidence. Par la suite, pas moins de huit tentatives seront faites au cours des années suivantes pour éliminer physiquement le leader cubain.
L'armée américaine, favorable à une invasion directe de l'île, conçut des opérations de terrorisme contre des civils directement sur le sol des États-Unis afin de manipuler l'opinion publique américaine au moyen d'attentats et notamment avec l'opération Northwoods, projet conçu par le général Lyman Lemnitzer en mars 1962 mais refusé par l'administration Kennedy la même année et jamais mis en œuvre,.

#### La recherche des responsabilités
Aux États-Unis, les dysfonctionnements observés dans les services secrets entraînèrent la création d'une commission d'enquête présidentielle dirigée par le général Maxwell Taylor, le conseiller militaire de la Maison-Blanche, et animée par Robert Kennedy, procureur général des États-Unis, afin de déterminer les responsabilités des différents acteurs. Allen Dulles et Arleigh Burke, organisateur de l'opération, furent obligés d'y assister,.
Le rôle de National Security Council (ou NSC) dont John F. Kennedy n'avait pas tenu compte dans un premier temps, fut renforcé notamment sur l'évaluation des informations et une centralisation de ces dernières fut intensifiée afin d'avoir une image la plus réaliste avant d'intervenir. Les enseignements directement tirés de cette crise furent mis en application au cours de la crise des missiles d'octobre 1962 où le président John F. Kennedy rejeta les recommandations d'invasion de l'île par la CIA et l'armée américaine préférant une riposte graduée en évitant une escalade irréversible et permettant une solution diplomatique d'émerger au bout du compte,.
De plus, à la demande du président, un examen approfondi des méthodes de la CIA fut mené en interne par un membre de cette dernière : l'inspecteur général Lyman Kirkpatrick.

## Rapport de Lyman Kirkpatrick

### Une analyse critique des renseignements collectés
Parmi les conclusions, l'inspecteur-général de la CIA, Lyman Kirkpatrick, pointa notamment que cette dernière avait utilisé comme des marionnettes les opposants cubains en exil placés à la tête de l'expédition. La CIA ne disposait que d'un nombre limité d'agents, dont la majorité ne parlaient pas espagnol.
Les rapports d'analyse du mouvement castriste et du « faible » soutien populaire supposé dont il bénéficiait, fournis par la CIA et rédigés par les agents sur place et approuvés par les ambassadeurs américains à Cuba, s'inscrivaient dans la ligne politique des États-Unis et du département d'État : le soutien inconditionnel au dictateur Fulgencio Batista à Cuba, motivé sous couvert de lutte contre le communisme, par la défense des intérêts économiques américains sur l'île de Cuba, malgré l'hostilité croissante et continue d'une majorité de la population. Au retour d'un voyage à La Havane, le vice-président Richard Nixon estimait que, bien que corrompu et contesté par une majorité croissante de la population cubaine, le dictateur Batista était « un ami des États-Unis », qui admirait « le mode de vie américain » et « la libre entreprise », et qui bénéficiait du soutien de l'armée. Cette vision déformée par le prisme de la lutte contre le communisme a rendu la CIA et le département d'État incapables d'appréhender la réalité du terrain cubain, et notamment la véritable volonté et les raisons des Cubains à soutenir le régime de Fidel Castro.

« Je pense qu’il n’y a pas un pays au monde, y compris les pays sous domination coloniale, où la colonisation économique, l'humiliation et l'exploitation ont été pires que celles qui ont sévi à Cuba, du fait de la politique de mon pays, pendant le régime de Batista. Nous avons refusé d’aider Cuba dans son besoin désespéré de progrès économique. En 1953, la famille cubaine moyenne avait un revenu de 6 dollars par semaine […]. Ce niveau de vie abyssal s’est enfoncé à mesure que la population s’accroissait. Mais au lieu de tendre une main amicale au peuple désespéré de Cuba, presque toute notre aide prenait la forme d’assistance militaire – assistance qui a simplement renforcé la dictature de Batista – […] [générant] le sentiment croissant que l'Amérique était indifférente aux aspirations cubaines à une vie décente. »

— John F. Kennedy

« J'étais enchanté par La Havane – et horrifié de la manière dont cette ville adorable était malheureusement transformée en un grand casino et bordel pour les hommes d’affaires américains […]. Mes compatriotes arpentaient les rues, et partaient avec des filles cubaines de quatorze ans et jetaient des pièces uniquement pour le plaisir de voir les hommes se vautrer dans les égouts et les ramasser. On se demandait comment les Cubains – au vu de cette réalité – pouvaient considérer les États-Unis autrement qu'avec haine. »

— Arthur M. Schlesinger, Jr., conseiller personnel de Kennedy, après un séjour dans la capitale cubaine
La CIA s'était aussi largement laissée auto-intoxiquer par la réussite de son opération précédente au Guatemala en 1954 (nom de code : PB Success), en n'analysant pas les causes multiples de la réussite conduisant à surestimer ses véritables capacités opérationnelles. Lyman Kirkpatrick conclut : « Nous pouvons affirmer avec certitude que l'agence ne disposait d'aucun élément permettant d'indiquer qu'une quantité significative de Cubains rejoindrait les envahisseurs. » Le rapport souligne également une « organisation complexe et bizarre [...]. Cette opération avait pris une vie autonome. L'agence allait de l'avant sans savoir précisément ce qu'elle faisait », tandis que les officiers de la CIA « étaient si absorbés par l'opération en tant que telle qu'ils n'en percevaient plus les objectifs ultimes ». Globalement, cette « opération grotesque ou tragique, ou les deux à la fois [...] fut provoquée par l'arrogance institutionnelle, l'ignorance et l'incompétence de l'agence de renseignements ».
En conclusion, il recommandait le changement de l'organisation et de sa gestion et que ses responsables Allen Dulles et Richard Bissel n'avaient pas suffisamment tenu informées la présidence et leur administration de tutelle.

### Un rapport classé confidentiel à sa parution
Les conclusions du rapport furent dénoncées en interne par les responsables de la CIA. Ils accusèrent Kirkpatrick de malveillance personnelle, et imputèrent le fiasco de la baie des Cochons au président Kennedy pour son non-soutien aérien à l'invasion. Or ce dernier, observait Lyman Kirkpatrick, n'était aux affaires que depuis trois mois au moment de l'opération, et peut-être ne percevait-il pas tous les éléments du projet car la CIA ne les lui avait pas exposés en détail, voire volontairement dissimulés. Kirkpatrick ajoutait que la CIA avait manqué à ses devoirs les plus élémentaires à l'égard du président en ne l'avertissant pas que « le succès était devenu douteux et en ne lui recommandant pas que l'opération soit par conséquent annulée ».
Les conclusions du rapport, jugées désastreuses pour la CIA et qui auraient pu clairement signifier la fin de l'institution en tant que telle, furent conservées secrètes pendant plus de quarante ans. Publié à l'origine en vingt exemplaires, dix-neuf furent détruits sur ordre du nouveau directeur de la CIA et remplaçant d'Allen Dulles, le républicain John McCone et seul le dernier exemplaire du rapport fut conservé au secret dans un coffre, signe de la gravité des conclusions,. Elles ne furent révélées qu'en février 1998 par les archives de la sécurité nationale où la CIA reconnut enfin l'ensemble de ses erreurs (rapport disponible en anglais en ligne).

## Conséquences institutionnelles

### Limogeage de la direction de la CIA
William Colby, directeur de la CIA de 1973 à 1976, rapporta dans son ouvrage qu'à la suite de « l'humiliation » infligée à Kennedy, ce dernier s'avoua tenté de « répandre les cendres de la CIA aux quatre vents ».
Dans un premier temps, le président retira à la CIA la gestion des opérations spéciales au profit de l'armée américaine, et réduisit son budget de 20 %. Pour empêcher toute nouvelle interférence de la CIA dans le déroulement de la politique étrangère des États-Unis, le président écrivit le 29 mai 1961 une lettre à l'attention de tous les ambassadeurs américains en poste à l'étranger : « Vous êtes en charge de toute l'action diplomatique des États-Unis, et j'attends de votre part de superviser l'ensemble des opérations. Cette mission inclut non seulement le personnel du département d'État du Foreign Office, mais également de tous les représentants de tous les services des autres agences des États-Unis. »
Dans un second temps, le 28 novembre 1961, Allen Dulles fut congédié de son poste historique de directeur de la CIA et remplacé par le républicain John McCone. Son adjoint Richard Bissell fut envoyé à l'Institut d'Analyses de la Défense après avoir présenté sa démission. Il fut remplacé par Richard Helms. Le Général Charles Cabell, chef des opérations (et frère d'Earle Cabell, maire de Dallas de 1961 à 1964), fut également limogé.
Lors de la passation de pouvoir, John McCone, le nouveau directeur de la CIA, ne fut pas informé par Allen Dulles de l'existence du programme illégal d'ouverture des courriers sur le territoire des États-Unis, dirigé par James Angleton. Fondée en 1947 par le président Harry Truman, la CIA avait l'interdiction formelle d'intervenir à l'intérieur des frontières du pays. Bissel et Dulles ne révélèrent pas plus le programme d'assassinat visant Fidel Castro en lien avec la mafia américaine. John McCone mit deux ans avant de découvrir ce second programme.
Ces informations furent plus tard révélées au grand public par la commission d'enquête sénatoriale sur les agissements illégaux des Services Secrets, dite Commission Church de 1975 à 1976, constituée par le congrès pour faire face aux révélations en cascade du scandale du Watergate qui secoua durablement la démocratie américaine.

### Une CIA critiquée en externe et en interne
Au sein de la CIA, le sentiment d'un abandon par la présidence, voire d'être devenu un bouc émissaire et, plus grave, d'une trahison, malgré la série d'erreurs, d'imprécisions et d'omissions accumulées par la centrale de renseignements commença à se répandre,,,. Certains éléments de la CIA vécurent cet événement comme une défaite et en tinrent pour responsable le président Kennedy,,. Le général Charles Pearre Cabell — frère d'Earl Cabell, maire de Dallas de 1961 à 1964 — critiqua vivement en privé la politique menée par Kennedy.
Le président étudia très sérieusement la possibilité de réduire sensiblement pour l'avenir les possibilités de l'agence qui avait outrepassé ses pouvoirs et qui était peu ou mal contrôlée par l'exécutif et soumise à aucun contrôle de la part du Congrès. Il envisagea, pour son potentiel second mandat, de fusionner le FBI et la CIA sous la direction de l'attorney général (l'équivalent du ministre de la Justice en France), son frère Robert Kennedy, ce que ne permit pas son assassinat le 22 novembre 1963 à Dallas.
Cette affaire entraîna au sein du monde politique américain, et notamment la présidence, une méfiance accrue vis à vis de la CIA au cours des deux décennies suivantes.

## Conséquences militaires
Aux États-Unis, l'enseignement tiré de cette campagne et renforcé par la campagne du Viêt Nam fut le suivant : le déploiement de la totalité de la puissance militaire était une condition sine qua non de la victoire. Par la suite, lors des campagnes d'invasion de la Grenade et du Panama, les États-Unis déploieront alors tous les moyens nécessaires sur tous les théâtres où ils interviendront afin de s'assurer de leur victoire militaire.

## Évocations ultérieures
La baie des Cochons revint au premier plan lors de deux évènements dans les années 1970 : lors du scandale du Watergate en 1974, puis pendant les travaux du House Select Committee on Assassinations qui repris le travail d'enquête sur les assassinat de John Fitzgerald Kennedy en novembre 1963 et de Martin Luther King en 1968.

### Au cours du scandale du Watergate
Le 5 août 1972, le président Richard Nixon, sous la menace grandissante d'un impeachment, décida de révéler le texte intégral de l'une des bandes enregistrées au cours des années précédentes et demandées à plusieurs reprises par le département de la Justice, mais qu'il avait refusé de transmettre alors pour des raisons de sécurité nationale. Datant du 23 juin 1972, surnommée « The Smoking Gun Tape », littéralement, la « bande pistolet fumant », en référence à la preuve flagrante que constitue un pistolet fumant retrouvé sur les lieux d'un crime, retranscrivant un entretien avec son chef de cabinet Bob Haldeman fut rendue publique. Au cours de cet entretien, où le président Richard Nixon autorise ses collaborateurs à approcher le directeur de la CIA Richard Helms afin qu'il demande au directeur du FBI, Patrick Gray, d'enterrer l'enquête fédérale sur le cambriolage pour des raisons de sécurité nationale, il fit alors directement référence à l'invasion de la Baie des Cochons.
D'après la retranscription, Nixon conseille de façon sibylline à Haldeman de glisser au directeur de la CIA (Richard Helms) : « Le problème est que ça pourrait rouvrir tout le truc de la baie des Cochons ». Haldeman prétend en 1978 que cela avait calmé Helms, car il pouvait s'agir d'une allusion directe au rôle de la CIA en lien avec les exilés anti-castristes et avec le crime organisé, dans les tentatives de provoquer la chute du régime de Fidel Castro, ou de l'assassiner.

### Travaux du House Select Committee on Assassinations
Le House Select Committee on Assassinations fut institué en 1976 pour reprendre l'enquête sur l'assassinat du président résultant de plusieurs facteurs interconnectés :
D'une part, une remise en cause des conclusions de la Commission Warren de novembre 1964 à la suite des révélations de la presse, et du scandale du Watergate.
D'autre part, les résultats obtenus par la Commission Church instaurée de 1975 à 1976, qui révéla les agissements illégaux des services secrets américains, et notamment de la CIA, sur le territoire des États-Unis, et souligna la déficience des résultats des enquêtes fédérales menées en 1963 sur l'assassinat du président.
Le HSCA enquêta plus spécifiquement sur le contexte historique des opérations anti-castristes menées par la CIA sur ordre de la Maison-Blanche à partir de 1960, et l'alliance avec les exilés cubains anti-castristes recrutés et formés par cette dernière et avec le crime organisé pour mettre fin au régime de Fidel Castro.
Il révéla notamment qu'au cours de la préparation de l'invasion, le directeur de l'opération, l'agent de la CIA Franck Bender, s'entretint début avril 1961 au camp du Guatemala avec les commandants San Roman et Einerdo de la force d'invasion d'exilés anti-cubains. Il leur indiqua, qu'en cas d'une possible annulation par le pouvoir politique avant le démarrage de l'opération en raison des hésitations de l'administration Kennedy, ils devraient suivre le plan suivant :

« Si cela arrive, vous venez ici et vous faites une sorte de spectacle, comme si vous nous mettez, les conseillers, en prison et que vous continuez avec le programme tel que nous en avons parlé et nous vous donnerons le plan d'ensemble même si nous sommes vos prisonniers. À la fin, nous gagnerons. »

Le HSCA détermina que le changement progressif de politique menée par l'administration de John Fitzgerald Kennedy à l'égard de Cuba, d'abord avec l'échec de l'opération d'invasion de la baie des Cochons en avril 1961, puis plus profondément avec la crise des missiles d'octobre 1962, afin d'apaiser durablement les relations avec le régime cubain et d'ouvrir de nouvelles perspectives, avait contribué à braquer sinon à renforcer, au sein même des nombreux groupes d'opérations paramilitaires, la frange la plus radicale de cubains anti-castristes, d'agents américains du monde du renseignement et des criminels de la mafia qui continuèrent leurs opérations pour renverser le régime de Fidel Castro de manière autonome, malgré les demandes d'arrêts formels de la Maison-Blanche pour faire respecter l'accord de neutralité à la suite de la crise des missiles à partir de début 1963.

## Célébrations et entretien de la mémoire dans les deux camps

### Du côté cubain
L'évènement de la baie des Cochons reste célébré annuellement par chacun des deux camps.
Dans la rhétorique castriste, cette invasion ratée reste vue comme « la première grande défaite de l'impérialisme yankee en Amérique » et a conforté le régime dans « l'irréversibilité du processus révolutionnaire ».
Le 17 avril, date du débarquement raté, est célébré tous les ans à Cuba par le régime castriste par un tir de batterie depuis la caserne de la Cabana à La Havane. En avril 1981, pour célébrer les vingt ans de la victoire, le Museo Girón (un musée) a été ouvert représentant l'évènement du point de vue cubain et exposant des reliques du débarquement comme les péniches du débarquement.

### Pour la communauté cubaine aux États-Unis
À l'opposé, à Miami en Floride, dans le quartier de Little Havana, cœur géographique de la communauté cubaine exilée, le monument de la baie des Cochons (en) a été érigé le 17 avril 1971. Il est dédié à l'ensemble des membres tombés au cours de l'opération dont les noms ont été gravés dans le marbre. Un musée et une bibliothèque, la Manuel F. Artime Library (où se trouve le drapeau originel de la brigade), consacrés à l'invasion, ont ouvert leurs portes en 1988. L'association Brigada de Asalto 2506 tient un site Web sur l'opération.

## Dans la culture
La lutte contre le régime castriste et notamment la préparation de l'invasion de la Baie des Cochons avec le soutien de la mafia sont présentés dans le film de Martin Scorsese The Irishman sorti en 2019 sur Netflix. Inspiré de la biographie de l'homme de main de la Cosa Nostra, Frank Sheeran (parue en 2003 sous le titre J'ai tué Jimmy Hoffa), le film restitue l'interconnexion CIA-mafia et leurs intérêts croisés.
La troisième partie ("Cercles vicieux") du roman de Robert Littell La Compagnie, le grand roman de la CIA (2002) est consacrée à la préparation et au récit du débarquement.
Un autre film dont le scénario tourne autour de l'événement de la Baie des Cochons est Raisons d'État, de Robert De Niro, avec Matt Damon et Angelina Jolie, sorti en 2006.
Dobbs et Mr Fab ont publié la bande dessinée Rendez-vous avec X - La Baie des Cochons chez Comix Buro en 2019.
Le groupe de métal suédois Civil War en a fait une chanson, Bay of Pigs, la Baie des Cochons en Anglais.